# Колле-Брианца
Колле-Брианца (итал. Colle Brianza) — коммуна в Италии, располагается в регионе Ломбардия, в провинции Лекко.
Население составляет 1464 человека (2008 г.), плотность населения составляет 183 чел./км². Занимает площадь 8 км². Почтовый индекс — 23886. Телефонный код — 039.
Покровителем коммуны почитается архангел Божий Михаил.

## Демография
Динамика населения:

## Администрация коммуны
- Официальный сайт: http://www.comune.collebrianza.lc.it/